# Банникова, Васса Ивановна
Васса Ивановна Банникова (1904 год, село Бурковское, Вятская губерния — 1981 год) — звеньевая семеноводческого колхоза «Льновод» Маслянинского района Новосибирской области. Герой Социалистического Труда (1949).

## Биография
Родилась в 1904 году в крестьянской семье в селе Бурковское Вятской губернии (сегодня — Кировская область). Вместе со своей семьёй переехала в Западно-Сибирский край, где с 1930 года трудилась разнорабочей в семеноводческом колхозе «Льновод» Маслянинского района в селе Мамоново. Возглавляла льноводческое звено.
В 1947 году звено Вассы Банниковой получило высокий урожай льна-долгунца, за что она была награждена Орденом Ленина. В 1948 году было получено на участке площадью 3,5 гектаров в среднем по 6,8 центнеров волокна льна-долгунца с каждого гектара и 6,74 центнеров семян. Указом Президиума Верховного Совета СССР от 20 марта 1949 года за получение высоких урожаев волокна и семян льна-долгунца при выполнении колхозом обязательных поставок и контрактации по всем видам сельскохозяйственной продукции, натуроплаты за работу МТС в 1948 году и обеспеченности семян всех культур в размере полной потребности для весеннего сева 1949 года удостоена звания Героя Социалистического Труда с вручением ордена Ленина и золотой медали «Серп и Молот».
За выдающиеся трудовые достижения по итогам 1950 года была награждена третьим Орденом Ленина.
Неоднократно участвовала во Всесоюзной сельскохозяйственной выставке в Москве.
Скончалась в 1981 году. Похоронена на Заельцовском кладбище в Новосибирске.

## Сочинения
- Банникова, В. К новым высоким урожаям в 1948 году: [В. Банникова о планах своего звена] / В. Банникова // Социалистическое льноводство.- 1948.- 8 марта.- С. 1.
- Банникова, В. Мой опыт: [об опыте работы по выращиванию льна-долгунца] / В. Банникова // Социалистическое льноводство.- 1949.- 25 марта.- С. 1.

## Награды
- Орден Ленина — трижды (1948, 1949, 1950).